# Grand Prix Formule 1 van Canada 1980
De Grand Prix Formule 1 van Canada 1980 werd gehouden op 28 september 1980 in Montreal.

## Uitslag
| Positie | Nummer | Rijder                | Team            | Ronden | Tijd/Opgave                    | Startplaats | Punten |
| ------- | ------ | --------------------- | --------------- | ------ | ------------------------------ | ----------- | ------ |
| 1       | 27     | Alan Jones            | Williams-Ford   | 70     | 1:46:45.53                     | 2           | 9      |
| 2       | 28     | Carlos Reutemann      | Williams-Ford   | 70     | +15.54                         | 5           | 6      |
| 3       | 25     | Didier Pironi         | Ligier-Ford     | 70     | +19.07                         | 3           | 4      |
| 4       | 7      | John Watson           | McLaren-Ford    | 70     | +30.98                         | 7           | 3      |
| 5       | 2      | Gilles Villeneuve     | Ferrari         | 70     | +55.23                         | 22          | 2      |
| 6       | 6      | Héctor Rebaque        | Brabham-Ford    | 69     | +1 Ronde                       | 10          | 1      |
| 7       | 3      | Jean-Pierre Jarier    | Tyrrell-Ford    | 69     | +1 Ronde                       | 15          |        |
| 8       | 26     | Jacques Laffite       | Ligier-Ford     | 68     | Geen benzine                   | 9           |        |
| 9       | 21     | Keke Rosberg          | Fittipaldi-Ford | 68     | +2 Rondes                      | 6           |        |
| 10      | 12     | Elio de Angelis       | Lotus-Ford      | 68     | +2 Rondes                      | 17          |        |
| 11      | 30     | Jochen Mass           | Arrows-Ford     | 67     | +3 Rondes                      | 21          |        |
| 12      | 14     | Jan Lammers           | Ensign-Ford     | 66     | +4 Rondes                      | 19          |        |
| NF      | 8      | Alain Prost           | McLaren-Ford    | 41     | Ophanging                      | 12          |        |
| NF      | 16     | René Arnoux           | Renault         | 39     | Remmen                         | 23          |        |
| NF      | 15     | Jean-Pierre Jabouille | Renault         | 25     | Ophanging                      | 13          |        |
| NF      | 5      | Nelson Piquet         | Brabham-Ford    | 23     | Motor                          | 1           |        |
| NF      | 11     | Mario Andretti        | Lotus-Ford      | 11     | Motor                          | 18          |        |
| NF      | 22     | Andrea de Cesaris     | Alfa Romeo      | 8      | Motor                          | 8           |        |
| NF      | 31     | Eddie Cheever         | Osella-Ford     | 8      | Benzinesysteem                 | 14          |        |
| NF      | 20     | Emerson Fittipaldi    | Fittipaldi-Ford | 8      | Versnellingsbak                | 16          |        |
| NF      | 23     | Bruno Giacomelli      | Alfa Romeo      | 7      | Chassis                        | 4           |        |
| NF      | 29     | Riccardo Patrese      | Arrows-Ford     | 6      | Ongeluk                        | 11          |        |
| NF      | 4      | Derek Daly            | Tyrrell-Ford    | 0      | Kon niet herstarten na ongeluk | 20          |        |
| NF      | 43     | Mike Thackwell        | Tyrrell-Ford    | 0      | Kon niet herstarten na ongeluk | 24          |        |
| NQ      | 9      | Marc Surer            | ATS-Ford        |        |                                |             |        |
| NQ      | 1      | Jody Scheckter        | Ferrari         |        |                                |             |        |
| NQ      | 50     | Rupert Keegan         | Williams-Ford   |        |                                |             |        |
| NQ      | 51     | Kevin Cogan           | Williams-Ford   |        |                                |             |        |

## Statistieken
| Pole-position | Nelson Piquet | Brabham-Ford | 1:27.328 |
| Snelste ronde | Didier Pironi | Ligier-Ford  | 1:28.769 |

## Noot
- Didier Pironi eindigde de race als eerste maar kreeg een tijdstraf van zestig seconden waardoor hij terugviel naar de derde plaats.
- Dit was het debuut van de Italiaanse coureur Andrea de Cesaris en van de Amerikaanse coureur Kevin Cogan.

1967 · 1968 · 1969 · 1970 · 1971 · 1972 · 1973 · 1974 · 1976 · 1977 · 1978 · 1979 · 1980 · 1981 · 1982 · 1983 · 1984 · 1985 · 1986 · 1988 · 1989 · 1990 · 1991 · 1992 · 1993 · 1994 · 1995 · 1996 · 1997 · 1998 · 1999 · 2000 · 2001 · 2002 · 2003 · 2004 · 2005 · 2006 · 2007 · 2008 · 2010 · 2011 · 2012 · 2013 · 2014 · 2015 · 2016 · 2017 · 2018 · 2019 · 2022 · 2023 · 2024 · 2025 · 2026 · 2027 · 2028 · 2029